# Китник
Китник, лисохві́ст (Alopecurus) — рід рослин родини тонконогових.

## Загальна біоморфологічна характеристика

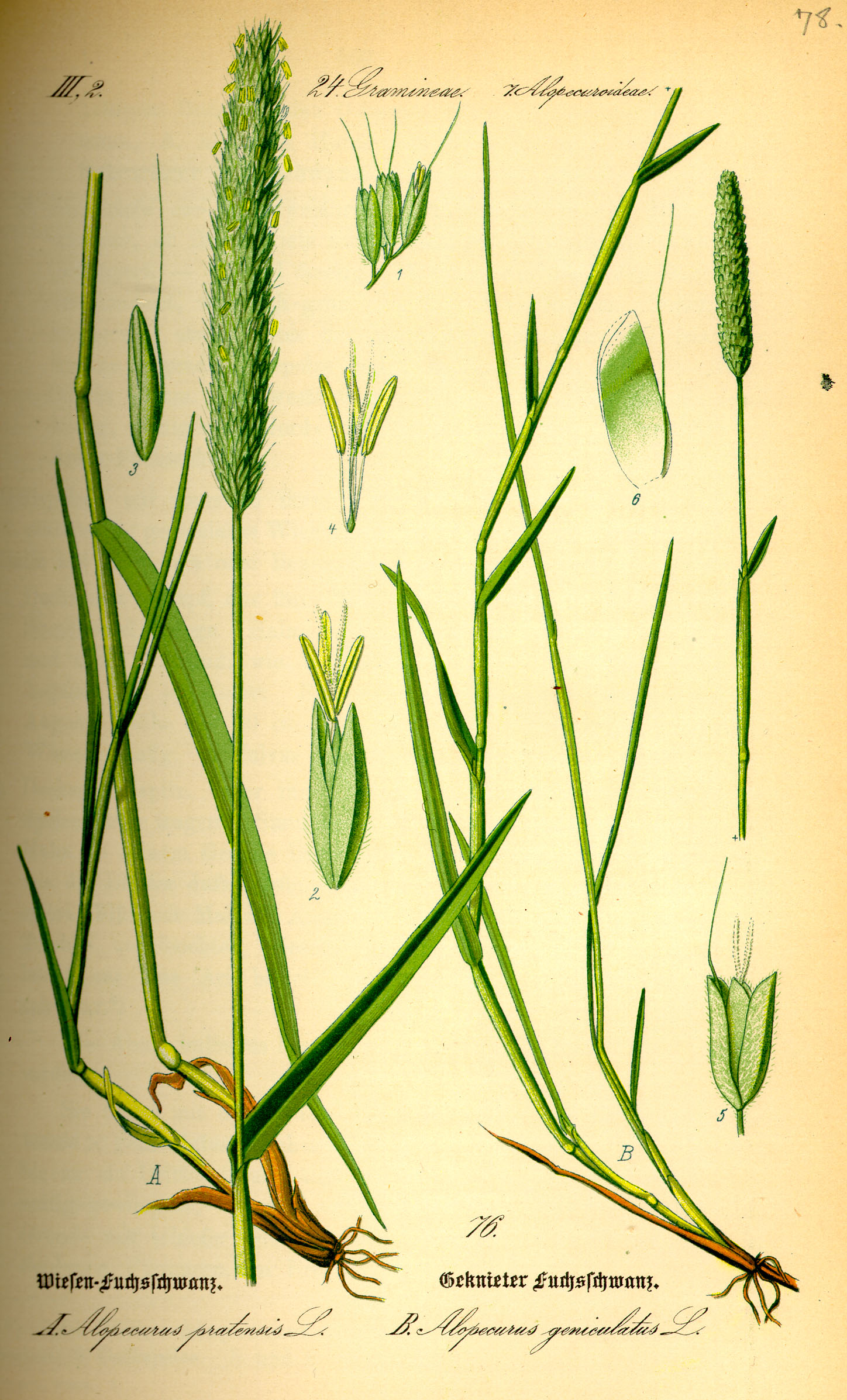
Ілюстрація Alopecurus pratensis (китник лучний) і Alopecurus geniculatus (китник колінчастий) у книзі Отто Вільгельма Томе «Flora von Deutschland, Österreich und der Schweiz» («Флора Німеччини, Австрії та Швейцарії») 1885, Gera, Germany

Багато- і однорічні трав'янисті рослини. Стебла тонкі, заввишки до 80—100 см. Цвіте в квітні — серпні. Суцвіття — густа циліндрична колосоподібна волоть; колоски стиснуті з боків, одноквіткові. Плід — зернівка.

## Види
Близько 60 видів, поширених, у помірних і холодних зонах земної кулі. В колишньому СРСР — 29 видів, в Україні — 6. Більшість китників — добрі кормові трави, з них найголовніше значення має китник лучний (Alopecurus pratensis) — запроваджений у культуру, високопродуктивна ранньостигла кормова рослина.